# Purbach (Mur)
Der Purbach mündet bei der Stadt Judenburg in der Steiermark rechts in die Mur.

## Verlauf
Vom Südosten kommt der Feebergbach, aus dem Süden der Auerlingbach, beide vereinigt von Süden nach Norden nennt sich Purbach. Nördlich vom Schloss Weyer fließt links der Oberwegbach zu. Bei der Stadt Judenburg macht der Purbach eine Wendung nach Osten und dann nach Norden und endet in der Mur.

## Geschichte
Die Stadtbefestigung Judenburg in einer Terrassenspornlage nutzte im Süden und Osten den Steilabfall zum Purbach als natürliche Verteidigungslinie der Stadtmauer.
Am 11. Juni 1997 bewirkte ein Hochwasser starke Schäden, die folgenden baulichen Maßnahmen eines Hochwasserschutzes im Umfang von 4 Millionen Euro wurden 2011 fertiggestellt.